# Dirico
Dirico – miasto w Angoli, w prowincji Cuando-Cubango.